# Stictolampra pallida
Stictolampra pallida är en kackerlacksart som först beskrevs av Kirby, W. F. 1903.  Stictolampra pallida ingår i släktet Stictolampra och familjen jättekackerlackor.
Artens utbredningsområde är Vietnam. Inga underarter finns listade i Catalogue of Life.